# Eusebio Acasuzo
Eusebio Acasuzo (Lima, 8 de abril de 1952) es un exfutbolista peruano. Jugaba en la posición de arquero. Perteneció al club Unión Huaral, al Universitario de Deportes y jugó por la selección de fútbol del Perú.

## Trayectoria
Eusebio Acasuzo nació el 8 de abril de 1952 en Lima. 
Como arquero defendió al Unión Huaral bajo la dirección del profesor Aparcana. En 1977, llega a Universitario de Deportes en la primera división del Perú, en ese entonces bajo la dirección de  José
 Fernández, obtuvo un título con el cuadro estudiantil en 1982. 
A mediados de 1984, juega por el Deportivo Junín, de Huancayo. En 1985, viaja a Bolivia para jugar en el Club Bolívar, de La Paz, donde se consagró campeón. En 1987, jugó su último año en la primera división peruana en las filas del Unión Huaral. 
Reapareció en 1991 jugando en la segunda división del Perú por Lau Chun.

## Selección peruana
Fue internacional con la selección de fútbol del Perú en treinta ocasiones. Debutó como titular el 25 de julio de 1979 en un encuentro ante la selección de Colombia que finalizó con marcador de 2-1 a favor de los peruanos. Anteriormente era arquero suplente y formó parte del plantel que se consagró campeón de la Copa América en 1975,  a órdenes  de Marcos Calderón.
Después de destacadas actuaciones defendiendo la camiseta de su selección, disputó su último partido el 27 de octubre de 1985 en el Estadio Nacional de Chile. Después de aquel encuentro frente a la selección de fútbol de Chile, fue muy criticado, ya que recibió tres goles en menos de veinte minutos, siendo sustituido. Finalmente, Chile ganó el encuentro 4 a 2.

### Participaciones en Copas del Mundo
| Mundial                        | Sede   | Resultado    |
| ------------------------------ | ------ | ------------ |
| Copa Mundial de Fútbol de 1982 | España | Primera fase |

### Participaciones en Copa América
| Copa              | Sede          | Resultado    |
| ----------------- | ------------- | ------------ |
| Copa América 1975 | Sin sede fija | Campeón      |
| Copa América 1979 | Sin sede fija | Tercer lugar |
| Copa América 1983 | Sin sede fija | Tercer lugar |

## Clubes
| Club                      | País    | Año       |
| ------------------------- | ------- | --------- |
| Unión Huaral              | Perú    | 1972-1976 |
| Universitario de Deportes | Perú    | 1977-1983 |
| Deportivo Junín           | Perú    | 1984      |
| Club Bolívar              | Bolivia | 1985-1986 |
| Unión Huaral              | Perú    | 1987      |
| Lau Chun                  | Perú    | 1991      |

## Palmarés

### Campeonatos nacionales
| Título                      | Club                      | País    | Año  |
| --------------------------- | ------------------------- | ------- | ---- |
| Primera división del Perú   | Unión Huaral              | Perú    | 1976 |
| Primera división del Perú   | Universitario de Deportes | Perú    | 1982 |
| Primera división de Bolivia | Club Bolívar              | Bolivia | 1985 |

### Copas internacionales
| Título       | Equipo             | País | Año  |
| ------------ | ------------------ | ---- | ---- |
| Copa América | Selección del Perú | Perú | 1975 |